# Primera División de Chile 1944
El Campeonato Nacional de Fútbol de la Primera División de 1944 fue el torneo disputado en la 12.ª temporada del fútbol profesional chileno. En esta edición se amplió el número de equipos participantes, de diez en 1943 a doce equipos, ya que se aceptó a Santiago Wanderers de Valparaíso y a Everton de Viña del Mar, ambos clubes provenientes de la Asociación Porteña de Fútbol Profesional. 
El torneo se jugó en dos rondas con un sistema de todos-contra-todos.
El campeón del torneo fue Colo-Colo, que logró su cuarta estrella.

## Movimientos Divisionales
| Pos | a Primera División de Chile 1944 |
| --- | -------------------------------- |
| 1°  | Santiago Wanderers               |
| 2°  | Everton                          |

## Tabla final
| Pos | Equipo               | PJ | PG | PE | PP | GF | GC | Dif  | Pts |
| --- | -------------------- | -- | -- | -- | -- | -- | -- | ---- | --- |
| 1   | Colo-Colo            | 22 | 14 | 3  | 5  | 59 | 32 | 27   | 31  |
| 2   | Audax Italiano       | 22 | 13 | 4  | 5  | 52 | 41 | 11   | 30  |
| 3   | Magallanes           | 22 | 13 | 3  | 6  | 60 | 37 | 23   | 29  |
| 4   | Santiago Morning     | 22 | 11 | 7  | 4  | 54 | 42 | 12   | 29  |
| 5   | Universidad Católica | 22 | 11 | 5  | 6  | 55 | 46 | 9    | 27  |
| 6   | Santiago National    | 22 | 10 | 1  | 11 | 60 | 57 | 3    | 21  |
| 7   | Unión Española       | 22 | 9  | 2  | 11 | 43 | 44 | -1   | 20  |
| 8   | Universidad de Chile | 22 | 8  | 3  | 11 | 49 | 56 | -7   | 19  |
| 9   | Santiago Wanderers   | 22 | 5  | 6  | 11 | 35 | 46 | - 11 | 16  |
| 10  | Green Cross          | 22 | 6  | 3  | 13 | 39 | 60 | -21  | 15  |
| 11  | Badminton            | 22 | 5  | 4  | 13 | 28 | 49 | -21  | 14  |
| 12  | Everton              | 22 | 4  | 5  | 13 | 41 | 65 | -24  | 13  |

PJ=Partidos jugados; PG=Partidos ganados; PE=Partidos empatados; PP=Partidos perdidos; GF=Goles a favor; GC=Goles en contra; Dif=Diferencia de gol; Pts=Puntos
|  | Campeón |

## Campeón
|                              |
| Campeón Colo-Colo 4.º título |
|                              |

## Definición por la promoción
Consistió en un partido de definición para promover el ascenso del campeón de la edición de 1944 de la División de Ascenso, Bernardo O'Higgins, o bien, asegurar la permanencia en Primera División del equipo que terminó en la última posición del campeonato nacional, Bádminton.
No queda claro por qué Bádminton jugó esta definición. Técnicamente finalizó último en el campeonato de Primera División 1944, pero según Edgardo Marín y la RSSSF, el colista fue Everton producto de un partido que perdió administrativamente frente a Santiago National. CEDEP no recoge este dato y da por colista a Bádminton.
| Primer partido de definición por la promoción 1944; 18 de marzo de 1945 | Bádminton               | 3:1 | Bernardo O'Higgins | Estadio de Carabineros, Santiago (Chile)                  |                                                           |
|                                                                         | Rivera · López · Zamora |     | Astudillo          | Asistencia: 7.000 espectadores Árbitro(s): Manuel Bonilla | Asistencia: 7.000 espectadores Árbitro(s): Manuel Bonilla |

Sin embargo, al día siguiente, los dirigentes de Bernardo O'Higgins presentaron un reclamo formal ante la Asociación Central de Fútbol (ACF) para que Bádminton fuera despojado de los puntos, argumentando que hubo alineación irregular de dos jugadores: un juvenil no inscrito en el torneo previo y el zaguero Carlos Atlagich, quien debía purgar varias fechas de castigo desde diciembre de 1944. De acuerdo a las bases, Bádminton debiera haber perdido los puntos, ascendiendo O'Higgins; sin embargo, el Rodillo arguyó que la definición no era un partido oficial y, por lo tanto, no regían en ella las bases del campeonato de Primera División. Ante esto, la ACF resolvió que el partido se repetiría el siguiente domingo y que Bádminton debería pagar una multa de quinientos pesos. La revista Estadio opinó:

«¿Qué clase de match es entonces éste? Si no es oficial, ¿por qué hay ascenso y descenso? Si es amistoso, ¿por qué no se permitió el cambio de jugadores? Curioso el criterio… Tan curioso, que para dejar contento a todo el mundo se dictaminó algo que no ha podido contentar a nadie».

Con entrada liberada, la nueva definición se jugó el 25 de marzo de 1945, a las 10:30 horas, en el Estadio de Carabineros. A pesar de la hora, se registró una buena concurrencia de hinchas neutrales. La ACF concluyó a última hora que la única forma de Bernardo O'Higgins de asegurar su ascenso era ganar en los 90 minutos reglamentarios.
| Segundo partido de definición por la promoción 1944; 25 de marzo de 1945 | Bádminton | 1:1 | Bernardo O'Higgins | Estadio de Carabineros, Santiago (Chile) |  |
|                                                                          | Anotado   |     | Anotado            |                                          |  |